# España en la Copa Mundial de Rugby de 1999
La Selección de rugby de España participó en la Copa del Mundo de Rugby de Gales 1999. Se clasificó siendo campeón del grupo 6 en la clasificación europea.
El XV del León no consiguió avanzar a cuartos de final, siendo eliminados en la primera fase. Tras ser eliminada del Mundial de 2019 por alineación indebida, y del Mundial de 2023 por la falsificación de un pasaporte de un jugador inelegible. El 9 de febrero de 2025, tras 26 años sin clasificar, España clasificó al Mundial de 2027 tras ganar en las clasificatorias europeas a Países Bajos por 55-24 en el Estadio Nacional Complutense y a Suiza por 13-43 en el Stade Municipal de Yverdon.

## Plantel
|                            | Jugador                     | Edad    | Posición      | Pruebas | Equipo                           |
| -------------------------- | --------------------------- | ------- | ------------- | ------- | -------------------------------- |
| Hookers y Pilares          |                             |         |               |         |                                  |
|                            | Fernando de la Calle        | 29 años | Hooker        | 34      | Valladolid Rugby Asociación Club |
|                            | Jordi Camps                 | 26 años | Pilar         | 14      | Unió Esportiva Santboiana        |
|                            | José Ignacio Zapatero       | 24 años | Pilar         | 36      | Club de Rugby El Salvador        |
|                            | Víctor Torres Funes         | 32 años | Pilar         | 9       | Unió Esportiva Santboiana        |
|                            | Diego Zarzosa Peña          | 23 años | Hooker        | 45      | Club de Rugby El Salvador        |
|                            | Luis Javier Martínez        | 28 años | Pilar         | 6       | Real Oviedo Rugby                |
| Segundas líneas            |                             |         |               |         |                                  |
|                            | José Miguel Villaú          | 27 años | Segunda línea | 42      |                                  |
|                            | Steve Tuineau Iloa          | 30 años | Segunda línea | 29      | Unió Esportiva Santboiana        |
|                            | Carlos Souto Vidal          | 22 años | Segunda línea | 50      | Real Oviedo Rugby                |
|                            | Oscar Astarloa              | 25 años | Segunda línea | 20      | Saint-Jean-de-Luz Olympique      |
| Alas y Octavos             |                             |         |               |         |                                  |
|                            | Sergio Souto Vidal          | 22 años | Ala           | 51      | Real Oviedo Rugby                |
|                            | José Díaz                   | 36 años | Ala           | 10      | Castres Olympique                |
|                            | Alfonso Mata                | 23 años | Ala           | 49      | Club de Rugby El Salvador        |
|                            | Alberto Malo Navio          | 35 años | Octavo        | 74      | Unió Esportiva Santboiana        |
|                            | Agustín Malet               | 32 años | Octavo        | 4       | CD Universidad de Sevilla        |
| Medios scrum               |                             |         |               |         |                                  |
|                            | Aratz Gallastegui           | 23 años | Medio scrum   | 7       | Getxo Rugby Taldea               |
|                            | Jaime Alonso                | 26 años | Medio scrum   | 16      | Club de Rugby El Salvador        |
| Aperturas y Centros        |                             |         |               |         |                                  |
|                            | Álvar Enciso                | 25 años | Centro        | 70      | Club de Rugby El Salvador        |
|                            | Fernando Díez Molina        | 25 años | Centro        | 26      | Club de Rugby Liceo Francés      |
|                            | Sébastien Loubsens          | 26 años | Centro        | 19      | CA Bordeaux-Bègles Gironde       |
|                            | Alberto Socías              | 26 años | Centro        | 26      | Rugby Club Valencia              |
|                            | José Ignacio Inchausti      | 26 años | Centro        | 14      | Moraleja Alcobendas Rugby Unión  |
|                            | Aitor Etxeberría            | 23 años | Apertura      | 7       | Real Oviedo Rugby                |
| 10                         | Andriy Kovalenco            | 28 años | Apertura      | 38      | Real Canoe NC                    |
| Fullbacks y Wings          |                             |         |               |         |                                  |
|                            | Antonio Socías              | 29 años | Wing          | 10      | Rugby Club Valencia              |
|                            | Oriol Ripol Fortuny         | 24 años | Wing          | 17      | Unió Esportiva Santboiana        |
|                            | Ferran Velazco Querol       | 23 años | Fullback      | 57      | Unió Esportiva Santboiana        |
|                            | Rafael Bastide Gutiérrez    | 21 años | Wing          | 12      | USA Perpignan                    |
|                            | Miguel Ángel Frechilla      | 25 años | Fullback      | 20      | Valladolid Rugby Asociación Club |
| 15                         | Francisco José Puertas Soto | 35 años | Fullback      | 93      | Saint-Jean-de-Luz Olympique      |
| Entrenador: Alfonso Feijoo |                             |         |               |         |                                  |

## Participación

### Grupo A
| Equipo    | Gan. | Emp. | Per. | A favor | En contra | Puntos |
| --------- | ---- | ---- | ---- | ------- | --------- | ------ |
| Sudáfrica | 3    | 0    | 0    | 132     | 35        | 6      |
| Escocia   | 2    | 0    | 1    | 120     | 58        | 4      |
| Uruguay   | 1    | 0    | 2    | 42      | 97        | 2      |
| España    | 0    | 0    | 3    | 18      | 122       | 0      |

### Encuentros
| 2 de octubre de 1999 | Uruguay | 27 – 15 | España                    | Netherdale, Galashiels,              |                                      |
|                      | Tries: Diego Ormaechea, Alfonso Cardoso, Juan Menchaca Con: Diego Aguirre, Federico Sciarra Pen: Diego Aguirre |         | Pen: Andrei Kovalenco (5) | Árbitro(s): Chris White (Inglaterra) | Árbitro(s): Chris White (Inglaterra) |

| 10 de octubre de 1999 | Sudáfrica                                                                          | 47 – 3 | España      | Murrayfield, Edimburgo,                 |                                         |
|                       | Tries: André Vos (2), Leonard, Muller, Skinstad, Swanepoel Con: Jannie de Beer (6) |        | Pen: Querol | Árbitro(s): Paul Honiss (Nueva Zelanda) | Árbitro(s): Paul Honiss (Nueva Zelanda) |

| 16 de octubre de 1999 | Escocia                                                                                      | 48 – 0 | España | Murrayfield, Edimburgo,            |                                    |
|                       | Tries: Mather (2), McLaren, Longstaff, Hodge, Murray Con: Duncan Hodge (5) Pen: Duncan Hodge |        |        | Árbitro(s): Clayton Thomas (Gales) | Árbitro(s): Clayton Thomas (Gales) |

| Predecesor: Ninguna | España en la Copa Mundial de Rugby Gales 1999 | Sucesor: Australia 2027 |